# アイルランドの警察

アイルランド警察のバッジ

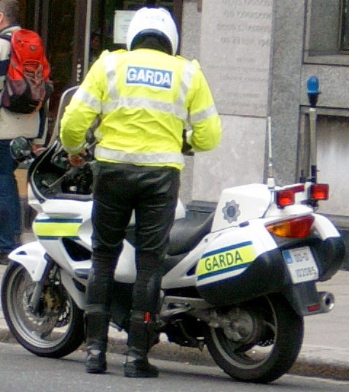
ダブリン市内における警察官

アイルランドの警察では、アイルランド共和国の国家警察について説明する。アイルランド警察は正式名称をアイルランド治安防衛団（アイルランド語:Garda Síochána na hÉireann, 英語:Guardians of the Peace of Ireland）という。
アイルランドでは単に Garda Síochána (ガルダ・シーハーナ) または Garda（ガルダ）およびその複数形で Gardaí （ガルディー）と呼ばれることが多い。ダブリン市内フェニックス・パークに本部を有する。

## 名称
組織としての呼称は Garda であり、その複数形である Gardai は警察官たちを指す時に用いられる。guards はややくだけた呼称である。以前は女性警察官を bangharda (バンガルダ) と呼んでいたが、これは最近では用いられない。警察官1人を指す場合には男女問わず Garda または guard と呼ばれる。

## 組織
警察組織は長官（Commissioner）により統率されている。長官の直属として2人の副長官が設けられており、それぞれ組織運営と捜査を担当している。さらに10名の長官補佐おり、6名が地方支部長、4名はそれぞれに特定のテーマを担当する。これらの警察官とは身分の異なる文民が経理担当に任命されている。警察に勤務する者は軍と同様に警官と文民に分けられている。
6つの地方支部は現在ダブリン首都圏、東部、北部、南部、南東部それに西部支部が置かれている。地方支部長のもとには25名ほどの警視正（Chief Superintendent）が配置され、それぞれは各地区（Division）を担当する。一地区は警視（Superintendent）が担当する数個の区域（District）からなり、数名の警部が置かれている。さらにその下に小区域（Subdistrict）が設けられ、複数の巡査長（Sergeant）が担当する。
一般的に、一小区域には一つの警察署しか設けられていない。その区域の重要性によって異なる数の警察官が配置されている。一般警察官の階級は Garda であり、日本では巡査にあたる。
警察には1,000人ほどの文民が存在し、医療、経理、運転、情報技術、写真撮影、研究などの職務にあたっている。

## 警官の非武装化
通常アイルランドの町中で見かける、制服を着用した警官は、火器を携帯していない。これは、通常の警察官は木製の警棒以上の武器を持ち歩くべきではないとの考えに基づいている。設立当初は武装していたが、その後方針を転換した。イギリス政府のアイルランド総督府では、王立アイルランド警察隊(Royal Irish Constabulary)からの反対を受け、これに難色を示したが、初代長官であるマイケル・ステインズが警察活動は公僕としての士気により成り立っていると述べて決定を押し切った。これは、政治的混乱が続いた建国初期のアイルランドにおける、警察への信頼獲得に貢献した優れた決定であった。最近のレポートでは、12,000人の全職員中で3,000名が拳銃を携帯している。これには特殊部隊および公安警察が含まれている。

## スコット・メダル
スコット・メダルは、勇敢な行動を行ったアイルランド警官に与えられる勲章である。これはニューヨーク市警察名誉本部長も務めたアメリカの軍人ウォルター・スコットにより創設された。そのような創設の事情を反映して、「勇気」の綴りが米式に“Valor”となっている。警察長官が対象者を選抜し、司法大臣により授与される。
最近では、2000年にIRA暫定派との銃撃戦の際に殉職した警官ジェリー・マッケイブの行動に対し、スコット・メダルが贈られている。

## 国連PKO活動への参加
1989年からアイルランド警察は、国連のPKO活動への参加を開始した。初めての活動ではナミビアへ50名の警察官が派遣されている。その後、アンゴラ、カンボジア、キプロス、モザンビーク、南アフリカ、旧ユーゴスラビア地域などへの部隊派遣が行われた。1人目の殉職者は旧ユーゴスラビア地域における国連保護軍活動中、1995年の5月18日にサラエヴォの狙撃者通りで射殺されたポール・P・レイドである。

## 歴史

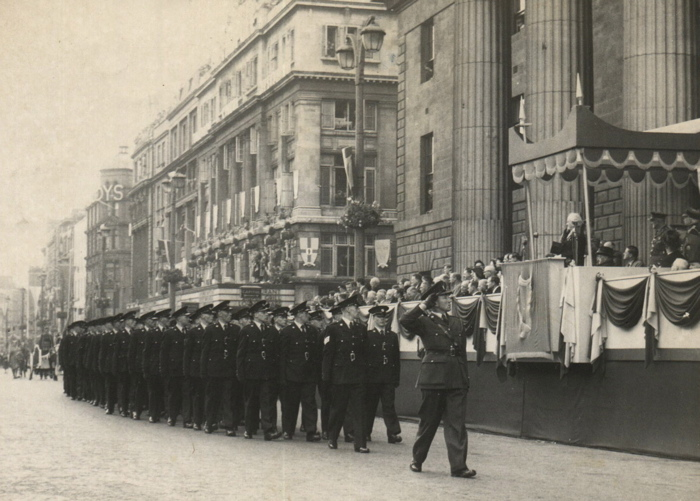
1954年、大統領への敬礼をおこなう警察部隊

現在の警察の前身である Civic Guard は、1922年2月にアイルランド暫定政府によって設立された。これはアイルランド自由国の建国に備えて、それまで存在した王立アイルランド警察隊（Royal Irish Constabulary; RIC）の任を引き継ぐことを目的としていた。1922年8月にはアイルランド独立運動の指導者マイケル・コリンズが英国政府のアイルランド総督とダブリン城で会談する際に同行している。
1923年8月8日には法律が成立し、The Garda Síochána という名称の警察部隊を設置することが定めされた。これにより Civic Guard は解体され、近代的警察が誕生した。
ダブリンでは当初ダブリン首都警察がその任務に当たっていたが、1925年に警察本部に吸収されている。

### 歴代長官
初代警察長官であるマイケル・ステインズは、アイルランド議会の英愛条約賛成派議員であり、8か月間その職にあたった。その後に長官に就任するオーエン・オダフィーとエイモン・ブロイが警察組織の発展に大きな役割を果たしている。ブロイはアイルランド独立戦争時にダブリン警視庁の一員であったが、その一方でIRAの活動のサポートをしていた。オダフィーは一時期右派組織ブルーシャツの指導者を務め、その後スペインへと渡り、フランコ側に味方してスペイン内戦に参加している。1990年代の映画『マイケル・コリンズ』ではブロイは英軍により殺害されたとされているが、これは誤りであり、独立後1933年から1938年まで警察長官を務めている。
ブラッドフォード出身のエドワード・ガーヴェイは、1978年にジャック・リンチ内閣によって突然警察長官を解任された。政府が彼に対する信頼を失ったことが解任の理由であったが、ガーウェイが解任に異議を申し立て、最高裁判所において政府が敗訴している。ガーヴェイの後任者であるパトリック・マクローリンは1983年、政治スキャンダルに巻き込まれて辞任している。

## 警察における不正疑惑
伝統的に、アイルランドでの警察に対する市民の印象は良好である。これは北アイルランドにおけるかつての王室アルスター警察隊などと比較すると更に顕著である。しかし近年、警察に関係するスキャンダルが発生しており、その権威が揺らいでいる。一つは1976年3月に発生した、サリンズ列車強盗事件での捜査を巡る問題である。この事件では司法の乱用が問題となり、逮捕者に対する脅迫と拷問に関して裁判が行われた。有罪となった警察官には大統領の恩赦が与えられている。これ以外のスキャンダル、ケリー・ベイビーズ裁判などにより、警察の評判はさらに悪化することになった。
1990年代から2000年代初めにかけて、警察内部の汚職と不正疑惑が発覚した。ドネゴール州を舞台にしたこのモリス裁判では一部警官がIRA暫定派の情報提供者をでっち上げ、ドネゴールにあるナイト・クラブのオーナーを麻薬取引の罪で、居酒屋の主人を過失致死でそれぞれ冤罪にもかかわらず逮捕したとされる。後者については州が賠償金150万ユーロを支払うことで決着した。
シン・フェイン所属の市議会議員エディー・フラートンがアルスター防衛同盟に殺害された事件では、捜査が進展しないことが問題となっている。押収した物品を私物としていた問題も明るみにでた。
2004年には国営放送RTÉの報道番組において、逮捕者の尋問の際に暴力を振るっているという問題が取り上げられた。巡回裁判所の元判事は、彼が担当した裁判で警官が偽証をしていたと示唆し、内務大臣のディック・ロッシュは警察による暴力問題を非難した。警察長官は番組における偏向ぶりを批判している。引き続いて反グローバリズム団体であるリクレイム・ザ・ストリーツのデモに対し、警官が暴力を振るうビデオが公開された。この事件では警官1人が逮捕されている。